# Anselm Kiefer
Anselm Kiefer (* 8. března 1945, Donaueschingen) je německý neoexpresionistický malíř a sochař. Je jedním z nejznámějších a nejúspěšnějších německých umělců po druhé světové válce. Kieferova umělecká tvorba zahrnuje různá média, jako je malba, socha, dřevoryt, fotografie, film, umělecká kniha, instalace a architektura.
Většina Kieferových děl vytvořených do 90. let 20. století se týká témat čerpaných z Německa a jeho kultury: německé historie, mýtů, literatury, dějin umění, hudby, filozofie, architektury a lidových zvyků. Od performancí a konceptuálního umění přešel ve druhé fázi své tvorby k monumentálním objektům z betonu a olova a velkoplošným obrazům, na jejichž povrch nanáší skleněné střepy, sušené rostliny a další materiály.

## Život

### Německo
Narodil se ke konci 2. světové války ve městě Donaueschingen, které bylo jako důležitý železniční uzel častým cílem spojeneckého bombardování. V den jeho narození dostal přímý zásah sousední dům. Přestože nemá žádné osobní vzpomínky na válku, v jeho umělecké tvorbě se trvale projevuje kritický vztah k dějinám. Reflektuje poválečnou identitu a historii Německa, potýká se s národní mytologií Třetí říše a zkoumá možnost vyrovnání se s nacistickou minulostí překračováním poválečných tabu.
Kiefer byl pojmenován po klasickém malíři devatenáctého století Anselmu Feuerbachovi a od dětství plánoval stát se umělcem. Zpočátku vyrůstal u prarodičů, v roce 1951 se přestěhoval k rodičům do Ottersdorfu u Rastattu na Rýně. V roce 1965 začal studovat práva a francouzštinu na univerzitě ve Freiburgu, ale studia brzy zanechal. V letech 1966–1968 studoval malbu u Petera Drehera ve Freiburgu. V roce 1969 studoval u Horsta Antese v Karlsruhe, kde měl svůj první ateliér. V letech 1970–1972 dokončil studia u Josepha Beuyse na Umělecké akademii v Düsseldorfu (Kunstakademie Düsseldorf). První samostatnou výstavu měl v roce 1970 v Karlsruhe.
V roce 1971 se nastěhoval do bývalé školy poblíž Buchenu v Odenwaldu a věnoval se umělecké tvorbě. Postupně přišly i mezinárodní úspěchy. V roce 1980 reprezentoval Německo na Benátském bienále, v dalších letech vystavoval v Londýně, Paříži, Jeruzalémě, São Paolu. Velký úspěch měla putovní výstava v USA roku 1988. 
V roce 1989 se přestěhoval do Hornbachu v Bádensko-Würtenbersku, kde si zřídil ateliér v bývalé cihelně a tvořil zde až do roku 1992. Během dalších tří let cestoval po Evropě, Mexiku, Indii, Číně, Nepálu, Japonsku. Poznání cizích kultur se odrazilo v jeho tvorbě. Vedle maleb se věnoval také sochařství, fotografování a vytvořil mnoho uměleckých knih. 

### Francie
V roce 1992 opustil svou rodinu a přesídlil do Barjacu (Gard) ve Francii. Zde si v rozlehlém pozemku bývalého průmyslového areálu La Ribaute zřídil ateliéry, dílny a výstavní prostory se svými obrazy a plastikami.

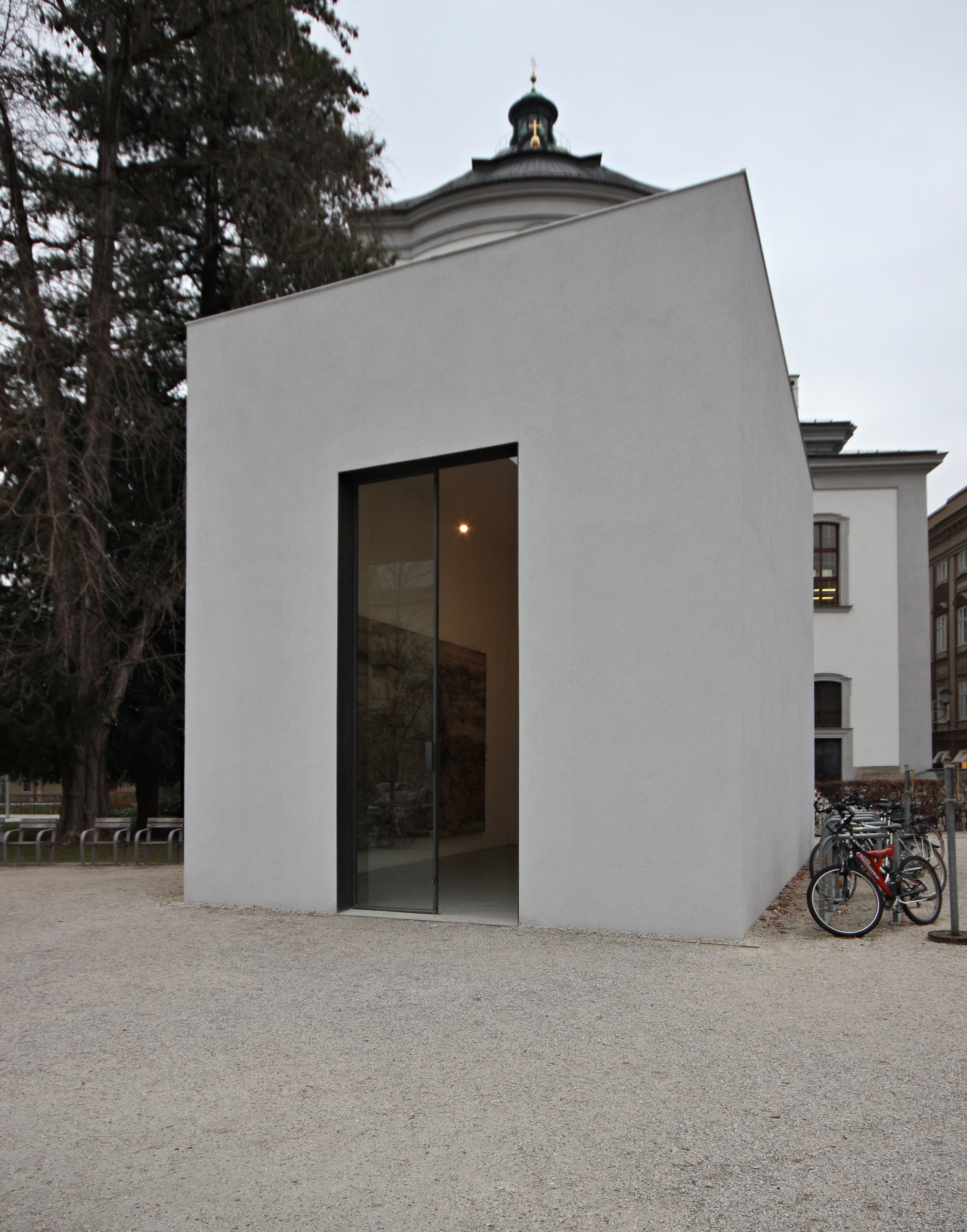
Kieferův výstavní prostor A.E.I.O.U. v Salcburku

Od roku 2008 žil se svou druhou ženou, rakouskou fotografkou Renate Graf a dětmi ve velkém domě ve čtvrti Le Marais v Paříži. Svá díla přemístil do bývalých velkoobchodních skladů v Croissy-Beaubourg u Paříže, kde vytvořil na ploše 3300 m² umělecké centrum a ateliér. V srpnu 2016 bylo vykradeno: zloději zničili připravený exponát a odvezli 12 tun surového materiálu (olovo a mramor). Jeho druhé manželství skončilo rozvodem v roce 2014.
Vedle malířské a sochařské práce působil Kiefer příležitostně také jako scénograf a kostýmní výtvarník pro divadlo a operu, například Oidipus na Kolonu (Burgtheater Vídeň, 2003) a Elektra (Teatro di San Carlo, Neapol, 2003). Pro znovuotevření pařížské Opery v roce 2009 vytvořil vizuální a hudební představení Am Anfang. V roce 2010 vedl cyklus přednášek na Collège de France v Paříži. 
Kieferova díla jsou zastoupena v řadě světových muzeí a galerií i soukromých sbírkách. Pro dlouhodobou instalaci jeho soch a obrazů byl v roce 2014 v Muzeu současného umění v Massachusetts vybudován speciální pavilon.  V roce 2023 natočil německý režisér Wim Wenders celovečerní životopisný dokument Anselm, který byl uveden na festivalu v Cannes. 
V roce 1990 získal Kiefer Wolfovu cenu v Izraeli a japonská umělecká asociace mu udělila v roce 1999 císařskou medaili za celoživotní dílo. V roce 2005 byl v rodném Německu vyznamenán záslužným křížem 1. třídy za zásluhy (Verdienstkreuz 1. Klasse) a obdržel Čestné vyznamenání za vědu a umění v Rakousku. V roce 2018 mu salcburský hejtman udělil rakouské občanství.  Kiefer je jedním z umělců podporovaných Salcburskou nadací a jako první realizoval v Salcburku v roce 2002 své dílo A.E.I.O.U.. V pavilonu postaveném podle jeho návrhu je umístěna velkoformátová malba s citátem z básně Ingeborg Bachmannové, police s olověnými knihami a nápis na zdi, odkazující na pomíjivost času. 

## Dílo
Kieferovo dílo je velmi rozmanité. Zahrnuje obrazy, sochy, instalace, umělecké knihy, fotografie a práce na papíře, jako jsou kresby, akvarely a koláže. Z velké části se jedná o monumentální díla, plná tajemných symbolů a úryvků textů, která vyjadřují autorův vztah k vlastní i historické paměti, vybízejí k zamyšlení nad otázkami lidské existence. Většina prací byla inspirována německou mytologií a historií.
Je považován za kontroverzního umělce, neboť nerespektuje obecně uznávaná tabu, často upozorňuje na nacistickou minulost Německa a přemýšlí o poválečné identitě jeho obyvatel. V roce 1969 prováděl performance, při kterých hajloval na veřejných místech ve Švýcarsku, Nizozemsku, Francii a Itálii. Cílem bylo upozornit na ztrátu německého kulturního odkazu kvůli nacistické xenofobii a rasismu. Z fotografických záznamů těchto performancí vznikla série Okupace (Occupations) a několik knih (Heroische Sinnbilder, 1969, Für Genet, 1969). Zpracovává též náměty ze Starého zákona, německé mytologie, Wagnerových oper a podobně. Na jedné z fotografií, kde hajluje na mořském pobřeží (Povolání, 1969) odkazuje na malbu Caspara Davida Friedricha Poutník nad mořem mlhy. Osud Německa a jeho úloha v současném světě se stal hlavním námětem jeho obrazů v sériích z osmdesátých let 20. století (Těžký mrak 1985). 
Historie a literatura patří mezi důležité inspirační zdroje jeho práce. Obdivoval dílo středověkého lyrika Walthera von der Vogelweide, básníka rumunského původu Paula Celana, francouzského básníka a kritika Charlese Baudelaira, ruského futuristy Velemira Chlebnikova a rakouské básnířky Ingeborg Bachmannové.  Odrazem těchto zdrojů je například série třiceti obrazů Velemir Chlebnikov (2004) nebo Margarete (1981), obraz založený na básni Paula Celana. Roku 2022 vystavil v pařížském Grand Palais cyklus maleb věnovaný tomuto básníkovi. 
Cesty do Izraele ho inspirovaly ke studiu kabaly, která podobně jako zájem o okultismus ovlivnila jeho tvorbu.  Odkaz na hebrejskou a egyptskou historii se objevuje v jeho díle koncem osmdesátých let (Osiris a Isis).
Po přesídlení do Francie se od 90. let 20. století okruh jeho námětů rozšířil. Zabýval se otázkami lidské existence, spojení člověka s vesmírem, jeho proměnami a duchovním znovuzrozením. Mezi jeho obrazy s touto tematikou patří Athanor, který si do svých stálých sbírek objednalo muzeum Louvre v roce 2007. Obraz doplňují dvě sochy Danaé a Hortus Conclusus. 
Vedle maleb zhotovil rozměrné dřevořezy, například Das deutsche Volksgesicht Kohle für 2000 Jahre, 1974, Der Niebelungenlied, 1974
U pozdějších obrazů používá vedle barev i fotografické zvětšeniny a přírodní materiály (písek, zemina, popel, sláma, vlasy, sklo, zinkové a olověné desky). Ze stejných materiálů vytváří i své plastiky. 
Od roku 2002 začal pracovat s betonem a olovem. Vytvořil soubor plastik Sedm nebeských paláců, který je od roku 2015 trvale vystaven v muzeu moderního umění Pirelli HangarBicocca v Miláně. 
Z kreseb, grafik, upravených fotografických zvětšenin, ale i z kovových plechů a všech výšeuvedených materiálů vytváří též autorské knihy. Mají rozměry od běžných knih po monumentální publikace na kovových deskách. Například v instalaci Zweistromland (Země dvou řek), která sestává ze dvou regálů s knihami, jsou knihy zhotoveny na olověném plechu o rozměrech 100 x 80 cm a každá kniha váží přibližně 300 kg.

## Galerie

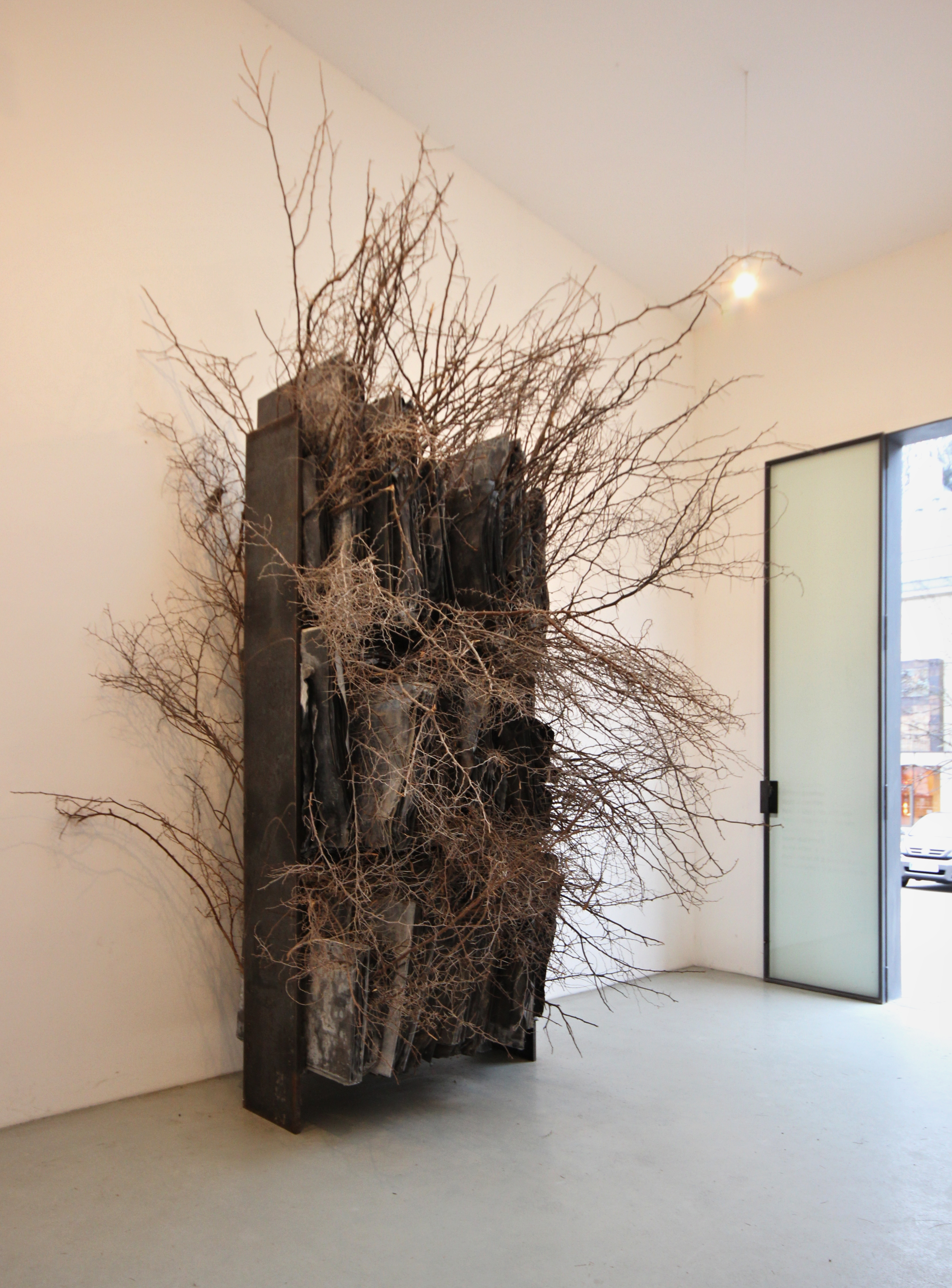
AEIOU, 2013, část instalace v Salcburku.
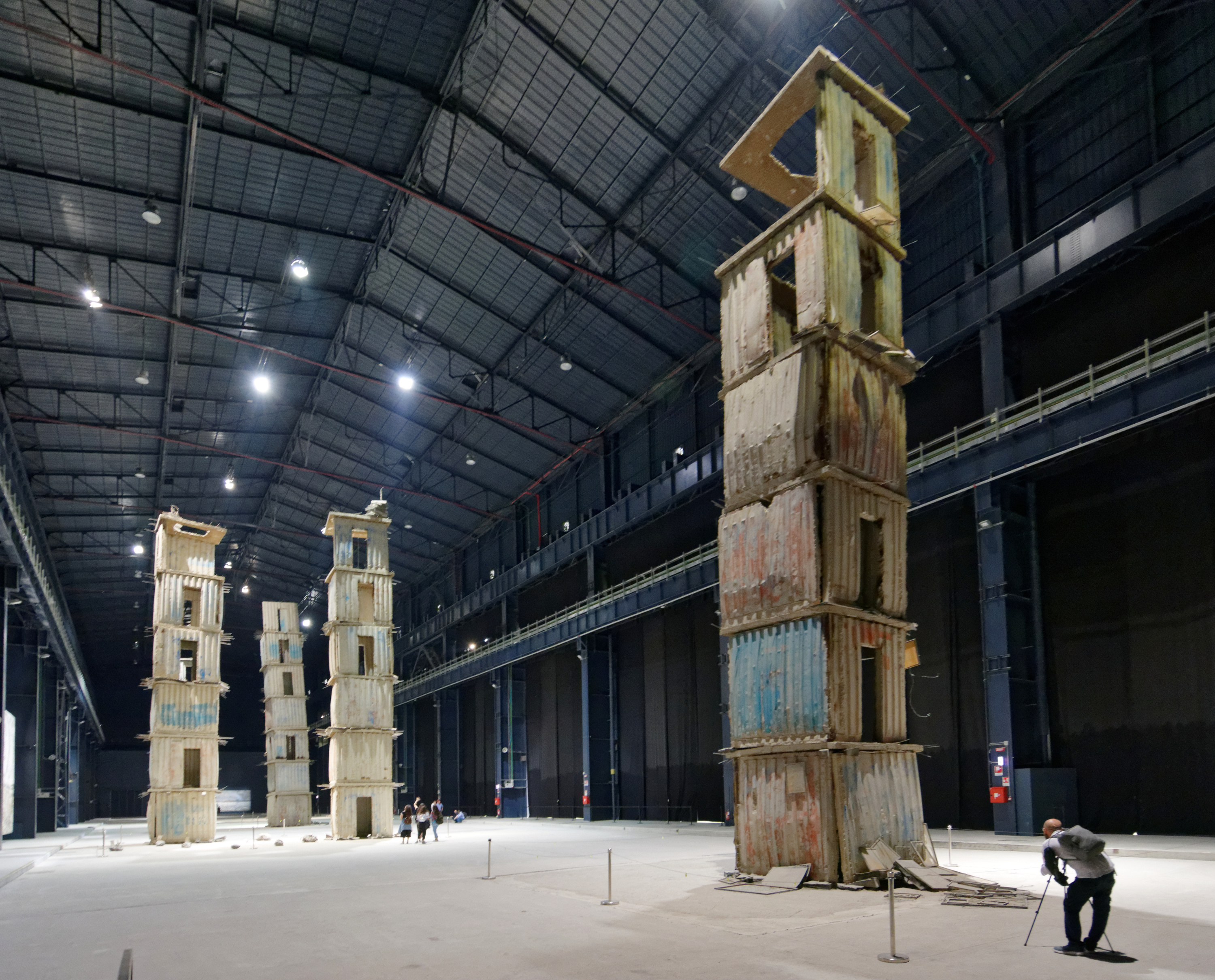
Sedm nebeských paláců, 2015, Pirelli HangarBicocca, Milán.
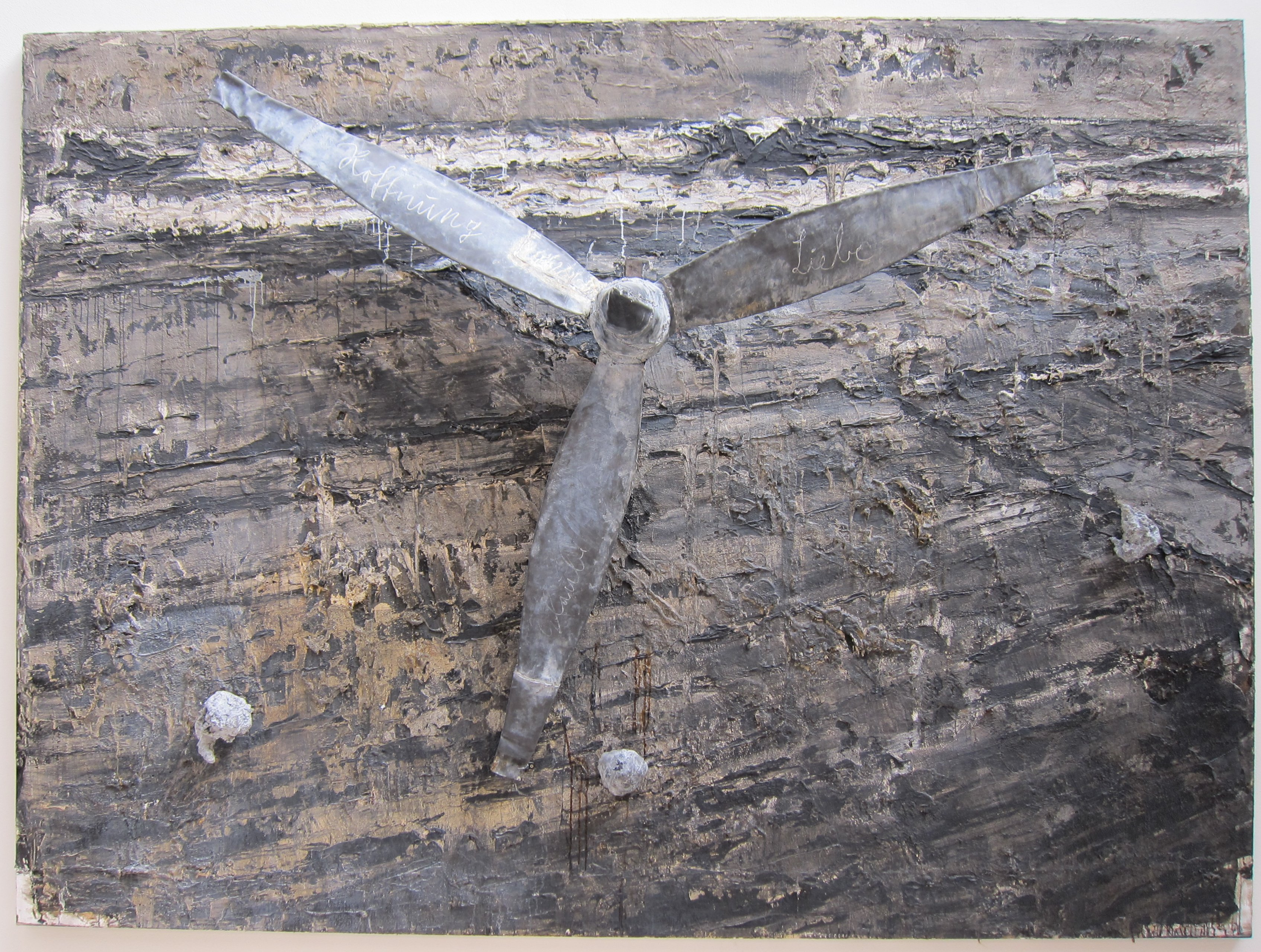
Víra, naděje, láska (1984–6)
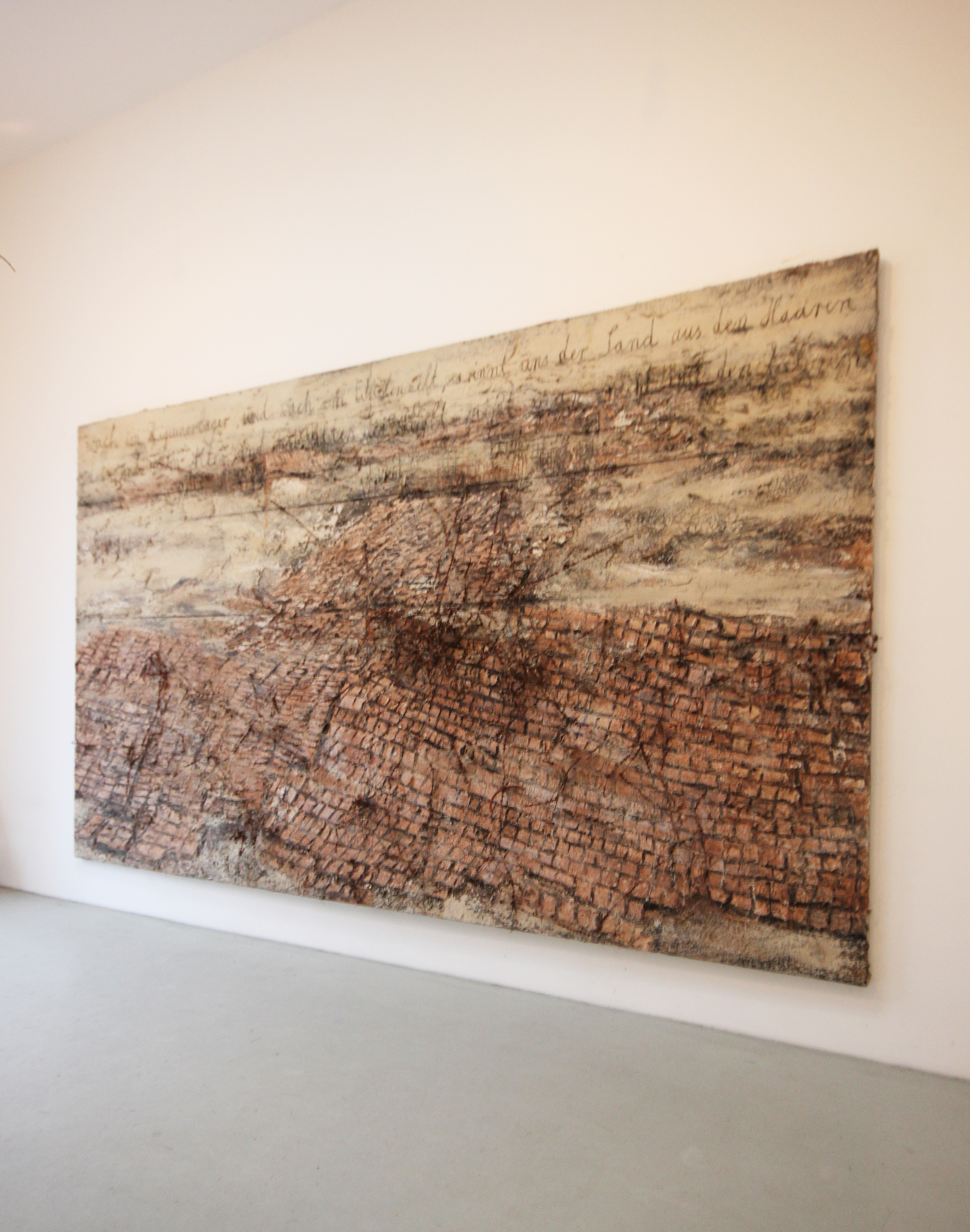
A.E.I.O.U. (inspirováno básní Ingeborg Bachmannové „The game is over“) Salcburk, Furtwänglerpark, 2013.
12 kmenů (2016) – Nová pinakotéka, Mnichov
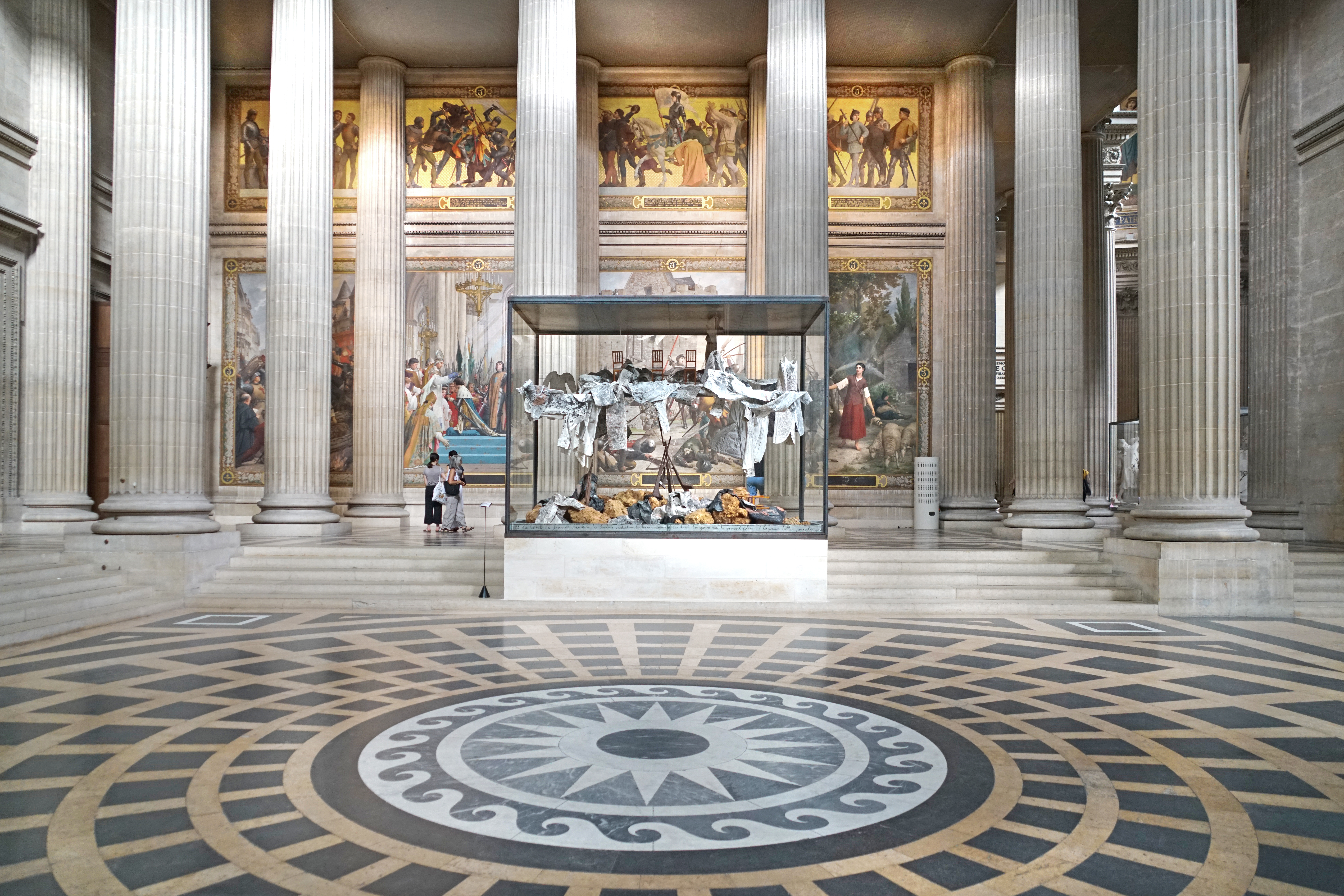
Kdo jsme? (jedna z šesti vitrin instalovaných v pařížském Pantheonu, 2020)

## Výstavy (výběr)
- 1977 výstava v rámci festivalu documenta 6, Kassel, Německo
- 1982 výstava v rámci festivalu documenta 7, Kassel, Německo
- 1987 výstava v rámci festivalu documenta 8, Kassel, Německo
- 1991 Nová národní galerie, Berlín (Neue Nationalgalerie Berlin), Německo, 10. března – 20. května 1991
- 2011 Salt of the Earth (Sůl země), Fondazione Emilio e Annabianca Vedova, Benátky, 1. června – 30. listopadu 2011[16][17]
- 2014 retrospektiva v Královské akademii umění v Londýně
- 2015 výstavy v Centre Pompidou a Národní knihovně v Paříži věnované Kieferovým uměleckým knihám vytvořeným v letech 1969 až 2015
- 2016 retrospektivní výstava Kieferových dřevorytů v Albertině, Vídeň
- 2023 na samostatné výstavě v Musée d'Art Moderne v Lille bylo poprvé představeno Kieferovo komplexní fotografické dílo